# John Walsh (warenhuis)
John Walsh was een familiewarenhuis in Sheffield, South Yorkshire, Engeland .

## Geschiedenis
Op de ochtend van 19 juni 1875 opende John Walsh een kleine winkel in babylinnen en dameskleding aan High Street 39 in Sheffield. In 1888 was de onderneming gegroeid en waren er winkelpanden aangekocht aan zowel de noord- als de zuidkant van de High Street. In 1902 ging John Walsh met pensioen en werd de winkel opgericht als John Walsh Ltd. met vijf directeuren uit de familie Walsh.
De zaak was uitgegroeid tot een warenhuis dat zijde, jurken, hoeden, linten, kant, bloemen, veren, speelgoed, kantoorbenodigdheden, patentmedicijnen en andere goederen verkocht, en daarnaast een restaurant en schrijfruimtes in stand hield. In 1906 opende het bedrijf zijn eigen meubelmakerij in Pinfold Street. 
Tijdens de Tweede Wereldoorlog werd de winkel in 1940 verwoest door de Blitz in Sheffield en werd de zaak heropend in de voormalige personeelswoningen van The Mount and Fargate. Om de meubelactiviteiten van het bedrijf veilig te stellen, werd de fabriek in Pinfold Street in 1944 omgevormd tot een apart bedrijf: John Walsh Manufacturing Co Ltd. Deze bleef tot de sluiting in 1957 bestaan.
In 1946 werd de zaak overgenomen door Harrods, die de financiële middelen had om de verwoeste winkel te herbouwen. De nieuwe winkel werd in 1953 met groot succes geopend. In 1959 werd de Harrods-groep overgenomen door House of Fraser en de winkel kreeg later een andere naam: eerst Rackhams Sheffield vanaf 1972 en vervolgens House of Fraser Sheffield vanaf 1987. De winkel werd in 1998 gesloten. 
Het voormalige Walsh-gebouw was toen in gebruik bij T.J. Hughes. T.J. Hughes ging in augustus 2011 onder curatele en hoewel deze winkel het overleefde, zegde de eigenaar van het gebouw het huurcontract met T.J. Hughes voor het voormalige warenhuis met zes verdiepingen op. Het deel van het gebouw op straatniveau werd opgesplitst in verschillende winkelunits. Met betrekking tot de ovenverdiepingen moet de verhuurder nog steeds beslissen wat ze hiermee gaat doen.